# Военно дело през Средновековието
Военното дело през Средновековието е основен аспект от тогавашния живот.
Техологични, културни и социални подобрения в Европа водят до драматична трансформация на същността на военното дело от Античността, променяйки военните тактики, както и ролята на кавалерията и артилерията. Що се отнася за укрепленията, през Средните векове в Европа се появява широкоразпространилият се вполседствие замък, който достига и до Близкия изток. Подобни образци на развитие се наблюдават и в други части на света. В Китай оръжията, използващи барут, се разраждат още през X век, а първата постоянна китайска флота е построена през XII век от династията Сун.
Близкият изток и Северна Африка използват съвсем различни методи и снаряжение в сравнение с европейските, поради което се наблюдава и голям обмен на технология и тактическа адаптация между различните култури. Страни като Кралство Сенар и Скокотския халифат в Африка по продължението на Сахел и Судан използват средновековни тактики и оръжия чак до XIX в.